# Mitling-Mark
Mitling-Mark is een dorp in de Duitse deelstaat Nedersaksen. Het is onderdeel van de gemeente Westoverledingen in de Landkreis Leer in Oost-Friesland. Feitelijk gaat het om twee woonkernen Mark en Mitling. Mark ligt direct achter de dijk aan de oostzijde van de Eems. Mitling ligt circa een kilometer zuidelijker op iets grotere afstand van de rivier. De oudste kern Mark werd voor het eerst in de 10e eeuw genoemd. De naam wijst op een Oud-Germaans woord mark voor grensland, vergelijk de landnaam Denemarken. Mark lag in de middeleeuwen inderdaad aan de grens van Oost-Friesland.
Aan de rand van de kern Mitling staat op een Warft de dorpskerk uit het midden van de dertiende eeuw.

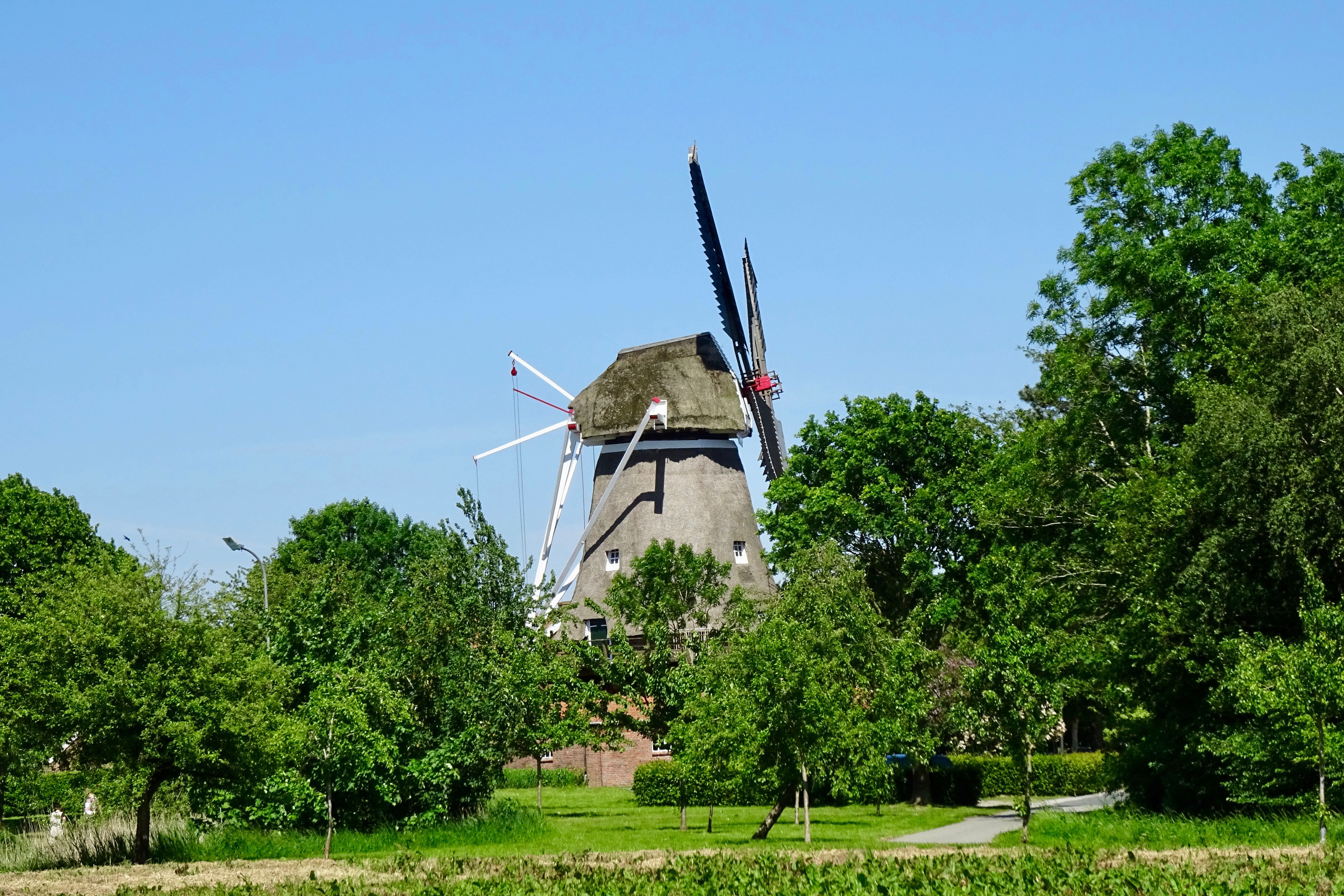
Windmolen in Mark

- Library of Congress Control Number: nr98013738
- Nationale Bibliotheek van Israël: 987007535872205171
- Virtual International Authority File: 131809624